# Polsko-běloruská bariéra
Polsko-běloruská bariéra je plot v délce 186 kilometrů na polské straně polsko-běloruské hranice; tvoří ho vertikálně uložené kovové sloupky zakončené stočeným ostnatým drátem.

## Vznik bariéry
Důvodem ke vzniku hradby byly četné pokusy o nelegální překročení této hranice, které se začaly objevovat v létě 2021. V souvislosti s touto migrační krizí, kdy se na běloruské straně hranice nashromáždilo velké množství lidí z Blízkého východu a Afriky, musela polská vláda vyhlásit v oblasti výjimečný stav a povolat armádu. Následně v listopadu 2021 rozhodl polský sejm vybudovat bariéru v části hranice s Běloruskem (délka celé hranice je 418 km). Pět a půl metru vysoká bariéra se začala budovat v lednu 2022 a byla dokončena v červnu téhož roku. Vedle samotné bariéry se u plotu nachází i kamery monitorující prostor a servisní cesty. Stavba vyšla na 1,5 miliard zlotých.